# 상일초등학교 (경남)
상일초등학교는 대한민국 경상남도 창원시에 있는 공립 초등학교이다.

## 학교 연혁
- 1995년 2월 28일: 상곡초등학교 조례 제정
- 1995년 8월 6일: 상일국민학교로 교명 변경
- 1995년 8월 30일: 교실 및 부속건물 준공
- 1995년 9월 1일: 개교(27학급)
- 1996년 3월 1일: 상일초등학교로 개명
마산교육청 지정 사회교육 중심학교 운영
- 1997년 3월 1일: 마산교육청 지정 열린교육 협력학교 운영
- 2001년 10월 11일: 경상남도교육청 지정 에너지 절약 연구학교(시범) 운영(2년간)
- 2004년 10월 11일: 경상남도교육청지정 방과후 학교 시설활용 연구학교 보고
- 2006년 3월 1일: 경상남도 교육청지정 방과후 교육 자율시범학교운영
- 2009년 3월 1일: 경상남도 교육청 지정 독서, 논술 연구학교(시범) 운영
- 2011년 11월 1일: 여성가족부 요청 교육부 지정 YP 연구학교(시범) 운영(2년간)
- 2012년 11월 5일: 여성가족부요청 도교육청지정 유해환경 예방교육 연구학교(시범) 보고회
- 2013년 3월 1일: 경상남도교육청 지정 국어과 연구학교(정책연구) 운영
- 2014년 2월 19일: 제19회 졸업(졸업생 총 수 4,519명)

## 참고 자료
- 상일초등학교 - 한국교육학술정보원 학교알리미